# Éric Lochu
 (janvier 2011).
Si vous disposez d'ouvrages ou d'articles de référence ou si vous connaissez des sites web de qualité traitant du thème abordé ici, merci de compléter l'article en donnant les références utiles à sa vérifiabilité et en les liant à la section « Notes et références ».
Pour les articles homonymes, voir Lochu.
Éric Lochu est un pianiste, compositeur, musicien contemporain français. Il joue de la lame sonore scie musicale et a été soliste dans une œuvre de G ENESCO à l'orchestre philharmonique de Radio France. 
Il a notamment composé le Deguy Jazz pour quatuor de saxophones, écrit pour le quatuor de J.Y. Fourmeau, ainsi que trois autres quatuors.
Professeur de musique dans l'Éducation nationale, il est le seul lamiste français à avoir obtenu un agrément ministériel[réf. souhaitée].
Il a enseigné la musique dans divers collèges. Il est arrivé dans le Gard en 1998. 
Compositeur d'une centaine d'œuvres : pour piano, quatuors ou orchestre, musique de scène, notamment Lancelot du lac en 9 tableaux. Il a réalisé également le livret, la mise en scène et la musique de deux spectacles sons et lumière.
En 2005, le soliste français Guy Touvron lui commande une œuvre. C'est ainsi que Les Secrets du Gardon est créé avec les Violons de France à Nîmes.
Trois éditions lui accordent sa confiance, ainsi que des maisons de disques. Ada…
Le 21 juin 2008, il fait un concert, à côté de son fils Cédric, trompettiste : création de son Ave Maria pour trompette et orgue, à côté du clarinettiste Christian Maurin, et Marc Fosset guitariste de Stéphane Grapelli. Un concert d'exception dans le cadre féerique de la grotte de la Cocalière.
Le duo des "Lochu" invité plusieurs fois aux salons du Capra à Alès. Musique de jazz. 
Éric Lochu a été administrateur et commissaire aux fêtes, Arts-Sciences-Lettres, cette association recevait alors les plus grands artistes, musique, cinéma, ainsi que des scientifiques, des délégations étrangères, ministres et ambassadeurs… Le 10 mai 2009 au Pavillon Dauphine, ASL recevait Jean d'Ormesson, écrivain, et le professeur Gérard Bubois, en présence de deux télévisions étrangères et 800 personnes ; en 2010, le gala d’Arts-Sciences-Lettres s'est tenu au grand hôtel InterContinental Paris/opéra.
Aujourd'hui, ses œuvres sont éditées par SYMPHONY LAND et distribuées par ROBERT MARTIN.

## Récompenses
Il a obtenu deux médailles d'or de compositeur à des concours internationaux [Lesquels ?].                     
Il a également reçu la médaille d'argent du Mérite et Dévouement français et la médaille de vermeil de l'éducation laïque pour ses différentes actions menées dans le cadre éducatif.